# Dichterhain (Sankt Martin)
Die Gedenkstätte Dichterhain ist ein ausgewiesenes Naturdenkmal der Gemeinde Sankt Martin. Sie liegt am Nordosthang des Hochberges (635,3 m ü. NHN) in einer Höhe von etwa 410 m ü. NHN. Die Anlage wurde  1929 vom Verkehrsverein Sankt Martin zu Ehren und zum Gedenken an Pfälzer Mundartdichter errichtet. Dabei handelt es sich insbesondere um
- August Heinrich (1881–1965)
- Fritz Claus (1853–1923)
- Lina Sommer (1862–1932)

Das zentrale Element der Anlage ist ein großer Sandstein mit den Reliefs und Lebensdaten der Dichter, die vom Bildhauer Wilhelm Kollmar eingearbeitet wurden. Die Anlage umfasst weitere Sandsteine inklusive einer Sitzgruppe. Der Zugang kann von Sankt Martin aus über Wanderwege von der Kropsburg und St. Ottilia-Kapelle bzw. aus dem Sankt Martiner Tal vom Zeltplatz an der Wappenschmiede erfolgen. An der Anlage führt der Prädikatswanderweg Pfälzer Weinsteig vorbei.